# Protestantyzm w Mongolii

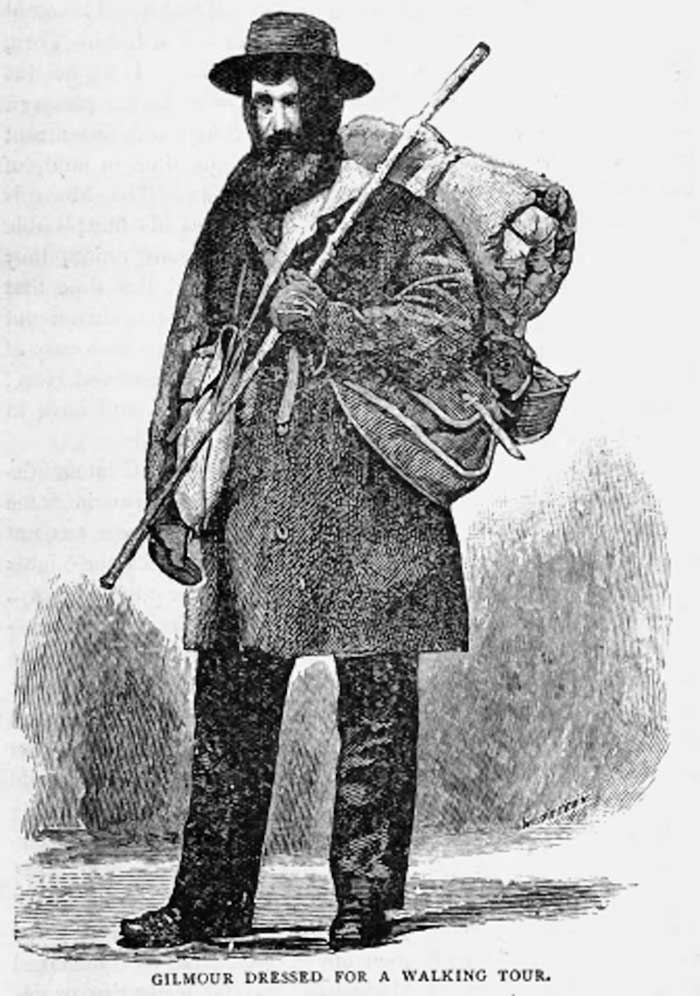
James Gilmour – jeden z pierwszych protestanckich misjonarzy w Mongolii

Protestantyzm w Mongolii – reprezentowany jest przez cztery główne tradycje wyznaniowe: 
- luterańską,
- prezbiteriańską,
- adwentystów dnia siódmego,
- ewangelicznych chrześcijan związanych z różnymi kierunkami, jak baptyści czy zielonoświątkowcy.

W ramach Mongolskiego Aliansu Ewangelicznego zrzeszonych jest na obszarze Mongolii 35 tysięcy protestantów.

## Historia
Protestantyzm dotarł do Mongolii w XIX wieku. Jego rozwój był możliwy dzięki wysiłkom protestanckich misjonarzy, m.in. Jamesa Gilmoura. Po okresie wzrostu liczby wiernych, odnotowano również spadek w czasie trwania rządów komunistycznych.

## Działalność
Protestanci prowadzą w Mongolii aktywną działalność religijną i ewangelizacyjną. Posiadają m.in. własną stację telewizyjną – „Eagle Television” (dosł. „Telewizja Orzeł”) oraz radiostację – „Radio Rodzina”.
Kościół Adwentystów Dnia Siódmego posiada w Mongolii ok. 1200 wiernych. Prowadzi szkołę językową w Ułan Bator.
W 1993 roku rozpoczęły działalność Zbory Boże, a w 2005 roku miały już 18 kościołów.